# Арафурская бородавчатая змея
Арафурская бородавчатая змея (лат. Acrochordus arafurae) — вид неядовитых змей из семейства бородавчатые змеи.

## Описание
Эта змея относится к семейству, включающему всего три плохо изученных вида. Она ведёт водный образ жизни и беспомощна на суше. Может получать кислород через поверхность кожи, кроме того, у неё увеличены лёгкие, благодаря чему она способна подолгу находиться под водой. Арафурская бородавчатая змея предпочитает пресные и солоноватые воды, встречается в реках, болотах и больших прудах. Она любит отдыхать на дне, зацепившись хвостом за водные растения. Изредка её можно обнаружить в море. Эта змея двигается медленно, ведёт преимущественно ночной образ жизни. Объект охоты австралийских аборигенов, использующих её в пищу.
Наблюдается половой диморфизм — самки почти вдвое крупнее самцов. Голова широкая, плоская, морда заострённая. Туловище толстое, мускулистое с сильно шероховатой, грубой чешуёй. Окраска тёмно-серая, коричневая с размытыми светлыми и тёмными пятнами.

## Длина
Общая длина колеблется от 1,2 до 2,5 м.

## Распространение
Юг острова Новая Гвинея, север Австралии.

## Размножение
Яйцеживорождение. Половая зрелость наступает в 2 года. Размножается она довольно редко. Раз в несколько лет самка производит на свет от 17 до 32 детёнышей, беременность длится очень долго — целых 11 месяцев.